# Malmö International 1996
Die Malmö International 1996 fanden vom 13. bis zum 15. September 1996 in Malmö statt. Auf der IBF-Turnierskala erreichte es die Wertung A.

## Sieger und Platzierte
| Disziplin    | Gold                           | Silber                            | Bronze                              |
| ------------ | ------------------------------ | --------------------------------- | ----------------------------------- |
| Herreneinzel | Rikard Magnusson               | Jesper Olsson                     | Daniel Eriksson                     |
| Herreneinzel | Rikard Magnusson               | Jesper Olsson                     | Martin Hagberg                      |
| Dameneinzel  | Margit Borg                    | Marina Andrievskaia               | Karolina Ericsson                   |
| Dameneinzel  | Margit Borg                    | Marina Andrievskaia               | Mette Sørensen                      |
| Herrendoppel | Anders Hansson Robert Larsson  | Jesper Larsen Peder Nissen        | Fredrik Bergström Rasmus Wengberg   |
| Herrendoppel | Anders Hansson Robert Larsson  | Jesper Larsen Peder Nissen        | Henrik Andersson Johan Tholinsson   |
| Damendoppel  | Maria Bengtsson Margit Borg    | Pernille Harder Ann-Lou Jørgensen | Tanja Berg Mette Pedersen           |
| Damendoppel  | Maria Bengtsson Margit Borg    | Pernille Harder Ann-Lou Jørgensen | Gitte Jansson Mette Schjoldager     |
| Mixed        | Robert Larsson Maria Bengtsson | Jesper Larsen Majken Vange        | Jonas Rasmussen Ann-Lou Jørgensen   |
| Mixed        | Robert Larsson Maria Bengtsson | Jesper Larsen Majken Vange        | Johan Tholinsson Johanna Holgersson |

## Finalergebnisse
| Disziplin    | Sieger                         | Finalist                          | Ergebnis          |
| ------------ | ------------------------------ | --------------------------------- | ----------------- |
| Herreneinzel | Rikard Magnusson               | Jesper Olsson                     | 15–11, 8–15, 15–9 |
| Dameneinzel  | Margit Borg                    | Marina Andrievskaia               | 11–6, 12–11       |
| Herrendoppel | Anders Hansson Robert Larsson  | Jesper Larsen Peder Nissen        | 15–9, 15–7        |
| Damendoppel  | Maria Bengtsson Margit Borg    | Pernille Harder Ann-Lou Jørgensen | 15–4, 15–7        |
| Mixed        | Robert Larsson Maria Bengtsson | Jesper Larsen Majken Vange        | 15–5, 15–11       |